# Reiner Kaczynski
Reiner Kaczynski (* 11. Mai 1939 in Breslau; † 15. Januar 2015 in München) war ein deutscher römisch-katholischer Theologe und Liturgiewissenschaftler.

## Leben
Reiner Kaczynski studierte nach seinem Abitur am Humanistischen Gymnasium in Rosenheim von 1958 bis 1965 Philosophie und Katholische Theologie an der Päpstlichen Universität Gregoriana in Rom. Am 10. Oktober 1964 empfing er die Priesterweihe in Rom. Nach seelsorgerischer Tätigkeit als Kaplan in München absolvierte er ein weiteres Theologiestudium an der Katholisch-Theologischen Fakultät der Ludwig-Maximilians-Universität München und am Deutschen Liturgischen Institut (DIL) in Trier, wo er auch von 1968 bis 1970 Wissenschaftlicher Assistent der Studienkurse am Liturgischen Institut in Trier war. 1971 wurde er durch die Katholisch-Theologische Fakultät der Universität Trier bei Balthasar Fischer mit der liturgiewissenschaftlichen Arbeit Das Wort Gottes in Liturgie und Alltag der Gemeinden des Johannes Chrysostomos zum Dr. theol. promoviert.
Er war Referent für das deutsche Sprachgebiet bei der Kongregation für den Gottesdienst (in der Amtszeit der Präfekten Antonio Samorè und James Robert Knox und des Sekretärs Annibale Bugnini) an der Kurie in Rom (1971–1976) und Ständiger Gast der Liturgiekommission der Deutschen Bischofskonferenz sowie der Internationalen Arbeitsgemeinschaft der Liturgischen Kommissionen im deutschen Sprachgebiet (IAG) (1971–2001). 1976 wurde er ordentliches Mitglied des Deutschen Liturgischen Instituts in Trier.
Nach einem Lehrauftrag für Liturgiewissenschaft an der Universität Regensburg und einem (nicht abgeschlossenen) Habilitationsstudium an der Universität Münster folgte 1980 der Ruf auf die Professur für Liturgiewissenschaft an der Katholisch-Theologischen Fakultät der Ludwig-Maximilians-Universität (LMU) in München. Parallel erfolgte die Bestellung zum Direktor des Priesterseminars Herzogliches Georgianum in München, des zweitältesten katholischen Priesterseminars der Welt. 2004 wurde er pensioniert.
Kaczynski wurde von Papst Johannes Paul II. zum Consultor der Kongregation für den Gottesdienst (seit 1989: Kongregation für den Gottesdienst und die Sakramentenordnung) (1984–1994) ernannt. Von 1987 bis 2005 war er Mitglied der Diözesankommission für Liturgie und Kirchenmusik im Erzbistum München und Freising.

## Wirken
Kaczynski hat mit seinen Arbeiten Catecheses baptismales (Erneuerung der Liturgie) und Sacrosanctum concilium (Zweites Vatikanisches Konzil) zwei umfangreiche Werke vorgelegt, die in mehreren Sprachen erschienen sind. Er stellte die einschlägigen römischen Dokumente seit Verabschiedung der Liturgiekonstitution in den drei Bänden seines Enchiridion documentorum instaurationis liturgicae für die Öffentlichkeit zusammen. Er hat mit mehr als 300 Veröffentlichungen die Bemühungen um die liturgische Reform innerhalb der katholischen Kirche kommentiert und wissenschaftlich begleitet.

## Ehrungen und Auszeichnungen
- Manifestatio Ecclesiae: Studien zu Pontifikale und bischöflicher Liturgie (Festschrift Reiner Kaczynski zum 65. Lebensjahr am 11. Mai 2004, Herausgeber Winfried Haunerland, Otto Mittermeier, Monika Selle et al.)
- Bundesverdienstkreuz am Bande des Verdienstordens der Bundesrepublik Deutschland durch Bundespräsident Horst Köhler (2007)[5]
- Akademische Feierstunde im Herzoglichen Georgianum zum 70. Geburtstag (2009)

## Schriften (in Auswahl)
Die Bibliographie von Reiner Kaczynski 
- 1963–2003 in: Winfried Haunerland, Otto Mittermeier, Monika Selle, Wolfgang Steck, Manifestatio Ecclesiae. Studien zu Pontifikale und bischöflicher Liturgie. Pustet, Regensburg 2004, ISBN 3-7917-1885-1, (Anmerkung 134), S. 615–634.
- 2004–2009 in: Winfried Haunerland, Liturgiewissenschaft in Forschung und Lehre. Zur Geschichte einer Theologischen Disziplin an der LMU, in: MThZ, Jahrgang 61, 2010, S. 149–176.[6]

### Publikationen in Buchform
- Das Wort Gottes in Liturgie und Alltag der Gemeinden des Johannes Chrysostomus (= Freiburger theologische Studien. Band 94). Dissertation. Universität Trier. Freiburg im Breisgau, Basel, Wien 1974, ISBN 3-451-16782-4.
- (Hrsg.): Wir kommen vor dein Angesicht. Predigten zum Vollzug der Messfeier. Pustet, 1978, ISBN 3-7917-0544-X.
- mit Schalom Ben-Chorin, Otto Knoch: Das Gebet bei Juden und Christen. Pustet, 1982, ISBN 3-7917-0758-2.
- (Übersetzung und Einleitung): Catecheses baptismales, griechisch, deutsch, Taufkatechesen, Johannes Chrysostomus (= Fontes Christiani. Band 6). Freiburg (Breisgau), Basel, Wien, Barcelona, Rom, New York 1992.
  - Teilband 1: ISBN 3-451-22130-6 und ISBN 3-451-22230-2.
  - Teilband 2: ISBN 3-451-22131-4 und ISBN 3-451-22231-0.
- (Hrsg.) Kirche, Kunstsammlung und Bibliothek des Herzoglichen Georgianums. Schnell und Steiner, 1994, ISBN 3-7954-1072-X.
- Kommentierung zu Sacrosanctum concilium (= Concilium Vaticanum. Herders Theologischer Kommentar zum Zweiten Vatikanischen Konzil, 1962–1965. Teil 2, Band 2). Freiburg im Breisgau, Basel, Wien 2004, ISBN 3-451-28531-2, Sonderausgabe: Freiburg im Breisgau, Basel, Wien 2009, ISBN 978-3-451-29965-0.

### Beiträge in Sammelwerken und Artikel
- Kritische Einwände gegen die Liturgiereform, berechtigt oder nicht? Referat beim Forum Liturgiereform, Irrweg oder Notwendigkeit der Katholischen Akademie in Bayern am 17. Oktober 1976 in München,(= Schriften der Katholischen Akademie in Bayern), München 1976.
- Peter Stockmeier (Hrsg.), Konflikt in der Kirche. Droht eine Kirchenspaltung? (= Schriften der Katholischen Akademie in Bayern, Band 78), Düsseldorf 1977, ISBN 3-491-77573-6.
- Angriff auf die Liturgiekonstitution? Anmerkungen zu einer neuen Übersetzer-Instruktion[7], in: Stimmen der Zeit, 219. Jahrgang, 2001, Heft 10, S. 651–668.
- Der Liturgiereform entgegen. In: Giuseppe Alberigo (Hrsg.): Geschichte des Zweiten Vatikanischen Konzils (1959–1965), Band 3: Klaus Wittstadt (Hrsg. der deutschen Ausgabe): Das mündige Konzil. Zweite Sitzungsperiode und Intersessio, September 1963 – September 1964. Matthias-Grünewald-Verlag, Mainz / Peeters, Leuven 2002, ISBN 3-7867-2339-7, S. 223–297.